# Jean-Sélim Kanaan
Pour les articles homonymes, voir Kanaan.
Jean-Sélim Kanaan (en arabe: جون سليم كنعان), (né à Rome le 28 juillet 1970 et mort à Bagdad le 19 août 2003) est un diplomate des Nations unies (ONU), né à Rome, d’origine française et égyptienne, avec les nationalités française, italienne et égyptienne.
Kanaan est mort à 33 ans, en mission en Irak, avec Sérgio Vieira de Mello et ses collègues de mission, dans un attentat.

## Carrière
Il est né en 1970, fils d’un diplomate de l’ONU décédé avant lui, égyptien et grec-catholique, et d’une mère française et protestante,. Après la mort brutale de son père en mission, il décide de se lancer à son tour dans une carrière humanitaire. Il effectue des missions dans des pays en guerre, pour Action contre la faim en Somalie en 1992, puis pour Médecins du Monde en Bosnie en 1993.
Il reprend des études à l'université Harvard de 1994 à 1996. Diplômé de la John F. Kennedy School of Government, il rejoint ensuite l'Organisation des Nations unies (ONU). Il est convaincu des vertus de l’action et de la concertation, et de la nécessité d'agir au sein de ces institutions internationales, . Polyglotte, il parle sept langues. Il revient notamment en Bosnie puis au Kosovo. Il y est ministre des Sports dans l’administration onusienne dirigée par le représentant du Secrétaire général des Nations unies pour le Kosovo, Bernard Kouchner. Il passe deux ans au siège de l'ONU à New York. Il est un des rescapés de l'attentat contre le World Trade Center, en septembre 2001. Il se marie en janvier 2003 avec Laura Dolci Kanaan, une collègue italienne côtoyée au sein de l'équipe des Nations unies au Kosovo, et devient le père d'un garçon, Mattias-Sélim Kanaan. Il est nommé, en juin 2003, en Irak auprès de Sergio Vieira de Mello. Il meurt à 33 ans, avec Sérgio Vieira de Mello et ses collègues de mission, dans un attentat terroriste contre le siège local de l’ONU à Bagdad le 19 août 2003. Son fils est âgé de trois semaines à sa mort,.
Après sa mort, il est rapatrié de Bagdad en France, où ont lieu les cérémonies funéraires, et de France en Égypte. Il est enterré au Caire dans l’intimité familiale et amicale : « Jean Sélim, martyr de la paix et de l'humanisme. »

## Décoration
- Chevalier de la Légion d'honneur, insignes reçues à titre posthume lors d'un hommage rendu par la France[7],[8].